# Łuzki-Kolonia
Łuzki-Kolonia – kolonia wsi Łuzki w Polsce, położona w województwie mazowieckim, w powiecie sokołowskim, w gminie Jabłonna Lacka.
W latach 1975–1998 kolonia administracyjnie należała do województwa siedleckiego.
Wierni wyznania rzymskokatolickiego należą do parafii Wniebowzięcia Najświętszej Maryi Panny w Jabłonnie Lackiej.